# Pyabélo Chaold Kouly
Pyabélo Chaold Kouly est une écrivaine togolaise née en 1943 et morte en 1995. Elle est la scénariste de la première BD et pionnière de la littérature pour enfants au Togo.

## Biographie
Pyabélo Chaold Kouly est née en 1943 au Togo à Pagouda. Elle décède en 1995. Elle a fréquenté le collège moderne de Sokodé au Togo. En 1961, elle obtient une bourse pour poursuivre ses études en option Laboratoire et Cytologie en Allemagne. Elle commence sa carrière dans un hôpital en Allemagne après six ans de formation. Pyabélo Chaold Kouly a deux enfants: Mawussi et Afi.
Elle a occupé la place de vice-présidente dans l'association togolaise des gens de lettres.

## Œuvre littéraire
Son premier roman est Souvenirs de douze années passées en République Fédérale d'Allemagne, édité en 1975 et réédité en 1978. Elle y aborde la discrimination raciale. Elle écrit par la suite plusieurs ouvrages dont Lettre d'une Togolaise à des Amis et connaissances en Allemagne, Le Missionnaire de Pessare Kouloum où elle traite de la perversion des croyances, Le Caneton Egaré où elle propose une éducation similaire à celle reçue par les anciens à l'endroit de la jeunesse contemporaine, Enfants à la ferme de Lama-Tessi où elle évoque des souvenirs de la vie en campagne, Fala le Redoutable qui connaît un grand succès. À travers ses œuvres, Chaold Kouly Pyabélo traduit en concret et avec une imagination variée les inquiétudes immatérielles.
Chaold Kouly Pyabélo était préoccupée par l'éducation de la jeunesse. Elle était convaincue que le développement de la littérature pour enfants dépend des habitudes et des mentalités. Elle a œuvré et s'est investie pour la promotion de la littérature pour enfants au Togo. Lorsque les librairies trouvaient ses œuvres non commerciales, elle s'y investit toute seule et réussit à faire acheter ces œuvres par les parents pour leurs enfants et à les faire inscrire aux programmes par des écoles privées. Deux ans après sa mort, la littérature pour enfants devient une réalité au Togo.

## Bandes dessinés
En 1970, Pyabélo Bernadette Chaold Kouly adapte un de ses romans, Le missionnaire de Pessaré Kouloum, sous forme de scénario de BD. Cette première BD togolaise est dessinée par Kouao Gogonata. Elle y décrit de façon humoristique les rapports d’un curé blanc avec les habitants d’une localité rurale du nord-est du pays. Cet ouvrage a été (auto)publié par La mission chrétienne en 1986. Elle publie par la suite un album pour enfants, Le caneton égaré et quelques autres publications. Elle ne renouvelle pas l'expérience.

## Publications
- Souvenirs de douze années passées en République Fédérale d'Allemagne, 1975, 1978[1]
- Lettre d'une Togolaise à des Amis et connaissances en Allemagne,Verlagsname nicht ermittelbar, 1978[6]
- Le Missionnaire de Pessare Kouloum, Les Nouvelles Éditions Africaines, 1986[7]
- Le Caneton Egaré, Les Nouvelles Éditions Africaines, 1986[8]
- Enfants à la ferme de Lama-Tessi[1]
- Fala le Redoutable, Les Nouvelles Éditions Africaines, 1986[9]
- Boboutorou et le Hibou[10]
- Récitations, Les Nouvelles Éditions Africaines du Togo, 1991[11]
- Mon livret d'exercices de vocabulaire, Les Nouvelles Éditions Africaines du Togo, 1992[12]
- Djidili et Wédé à la ferme de Lama-Tessi,1994 [13]